# Rottachmühle (Kempten)
Die Rottachmühle ist ein Ortsteil der kreisfreien Stadt Kempten (Allgäu). Eine erste Erwähnung für die Mühle ist für das Jahr 1394 nachweisbar. 1618 folgt eine weitere Erwähnung als in der Rottachmülin. 1818 kam die Rottachmühle mit dem Gemeindeedikt zur Ruralgemeinde Sankt Lorenz. Gemahlen wurde in der Mühle bis 1900.
Am 24. April 1934 wurde die Rottachmühle aus der Ruralgemeinde Sankt Lorenz ausgemeindet und zusammen mit weiteren Ortschaften der Stadt Kempten angeschlossen. Nach der Einwohnerstatistik mit dem Stand vom Mai 1987 soll dort keiner gewohnt haben.
Die Rottachmühle ist als Baudenkmal ausgewiesen. In der Nähe befindet sich die ebenso geschützte Rottachbrücke. Dazwischen liegt ein Jugendzeltplatz des Stadtjugendrings.